# Janová
Obec Janová (dříve Johanová či Johanowa) se nachází v okrese Vsetín ve Zlínském kraji, necelé 4 km jihovýchodně od Vsetína. Žije zde 773 obyvatel.
Charakter okolní krajiny silně ovlivnila valašská pasekářská kolonizace v 16. století, která vedla ke vzniku hodnotné a vyvážené kulturní krajiny s rázovitou lidovou architekturou. Typické je střídání pastvin s lesními porosty, dlouhých úzkých údolí s hřebenovými partiemi, ze kterých jsou daleké výhledy do kraje. O výjimečných přírodních hodnotách zdejší vyvážené kulturní krajiny svědčí i to, že značná část katastru obce leží v Chráněné krajinné oblasti Beskydy. Obcí protéká řeka Vsetínská Bečva.

## Historie
První písemná zmínka o obci pochází z roku 1505. Od 1. ledna 1975 do 31. prosince 1991 byla obec součástí Vsetína.

## Pamětihodnosti
- Kaple na hřbitově
- Pomník padlým v první světové válce
- Zvonice
- Nová zvonice

## Galerie

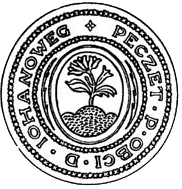
Pečeť obce Janová
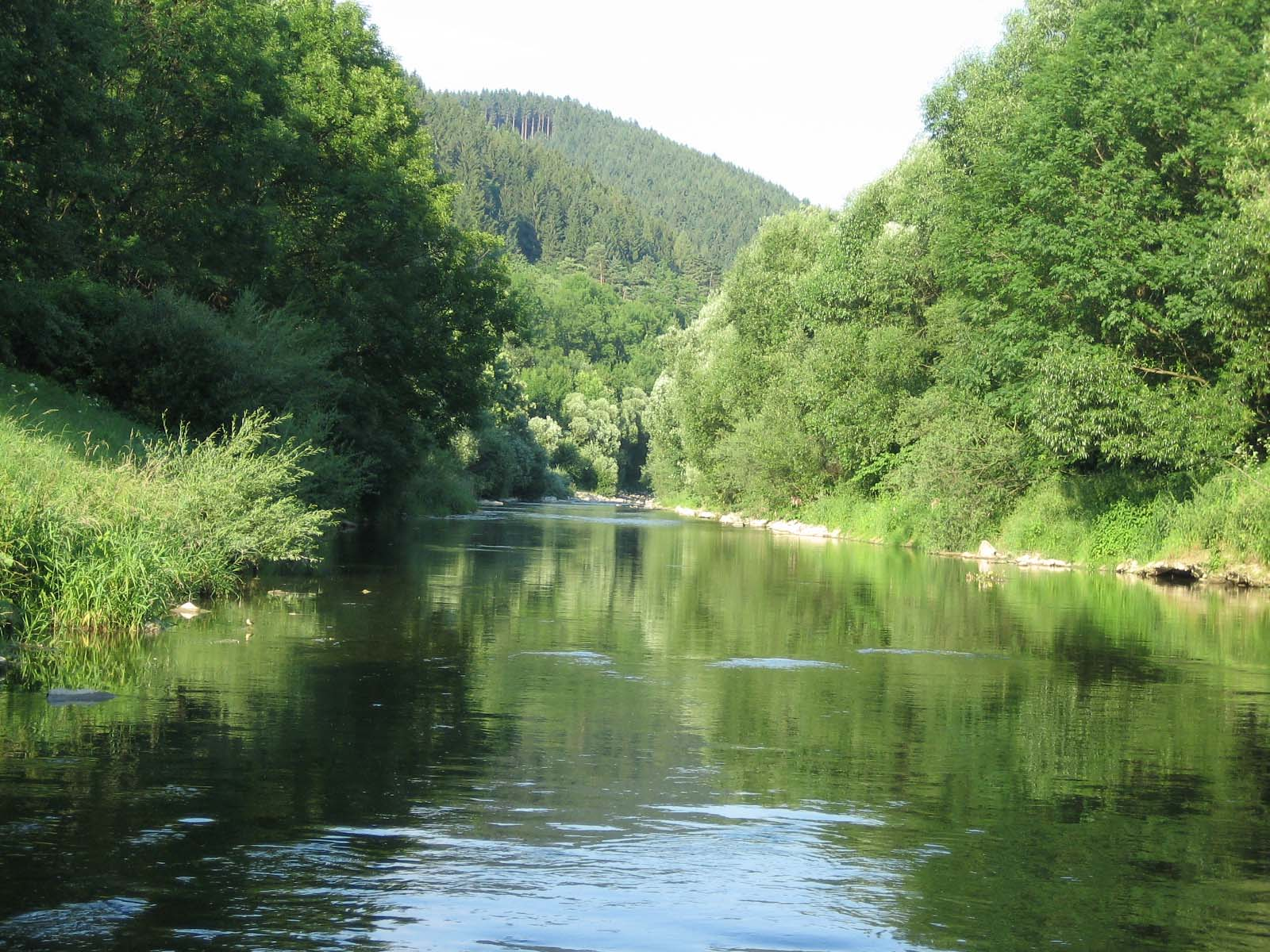
Vsetínská Bečva nad mostem v Janové
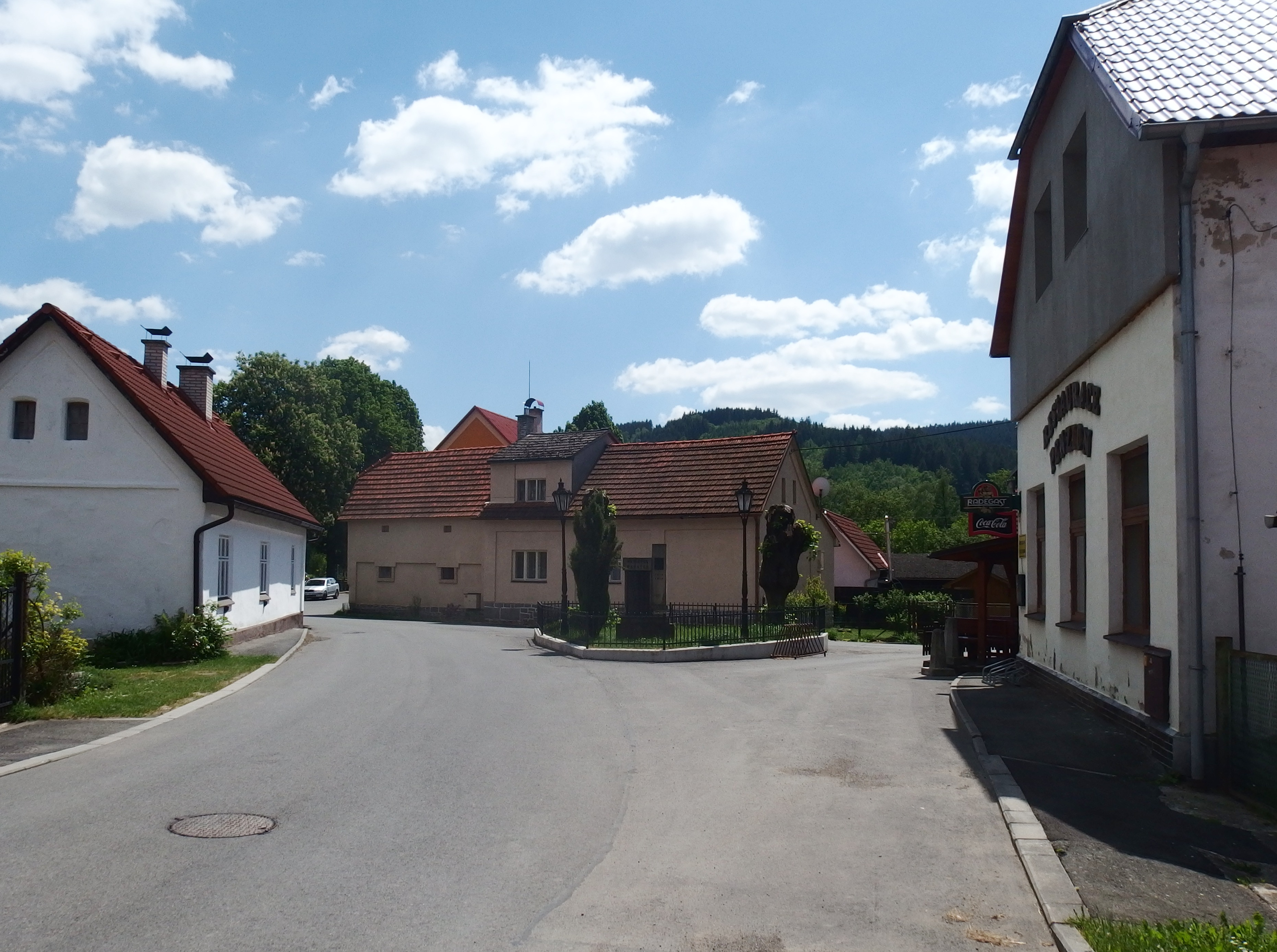
Střed obce s pomníkem obětí I. sv. války
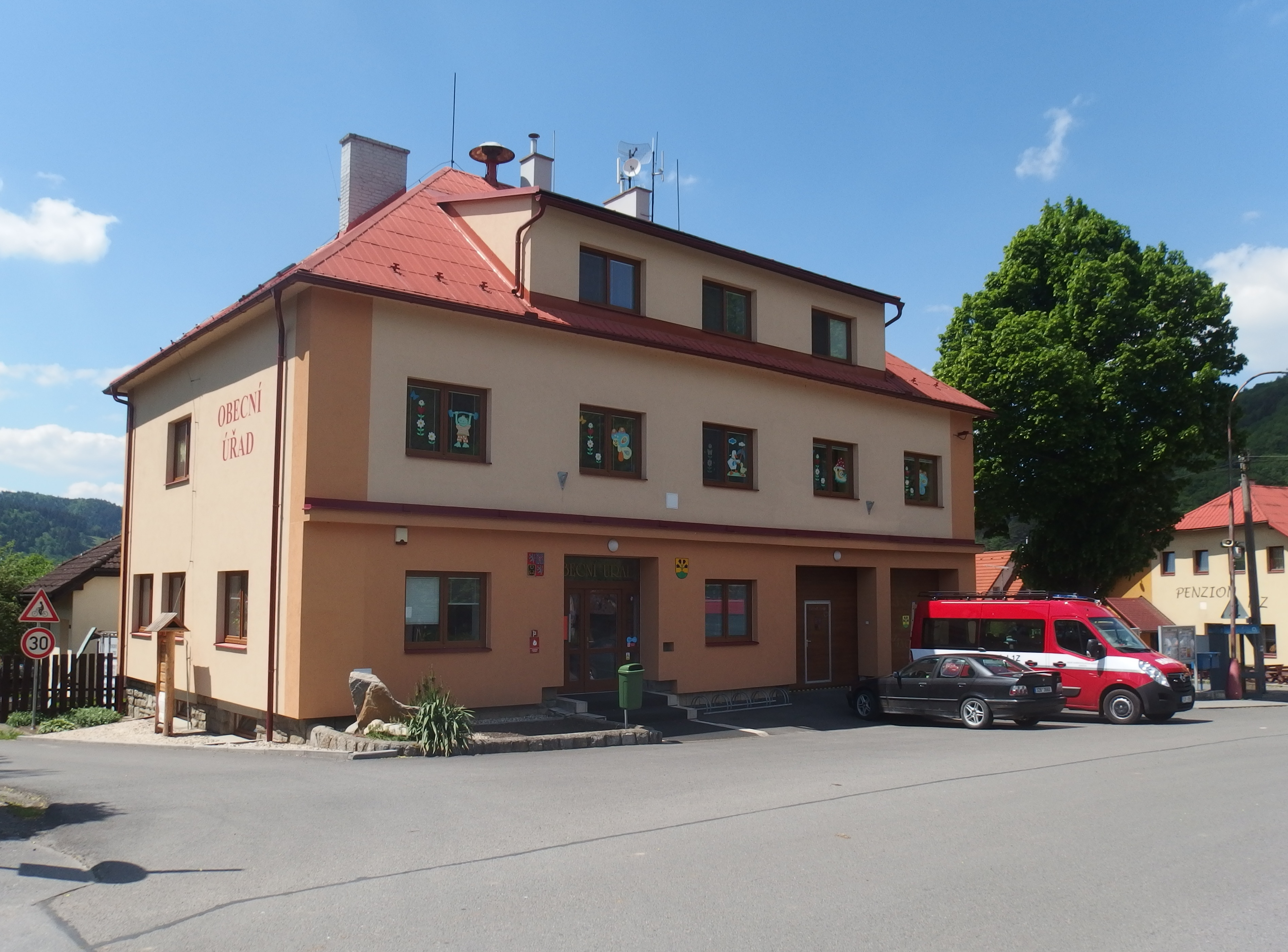
Obecní úřad
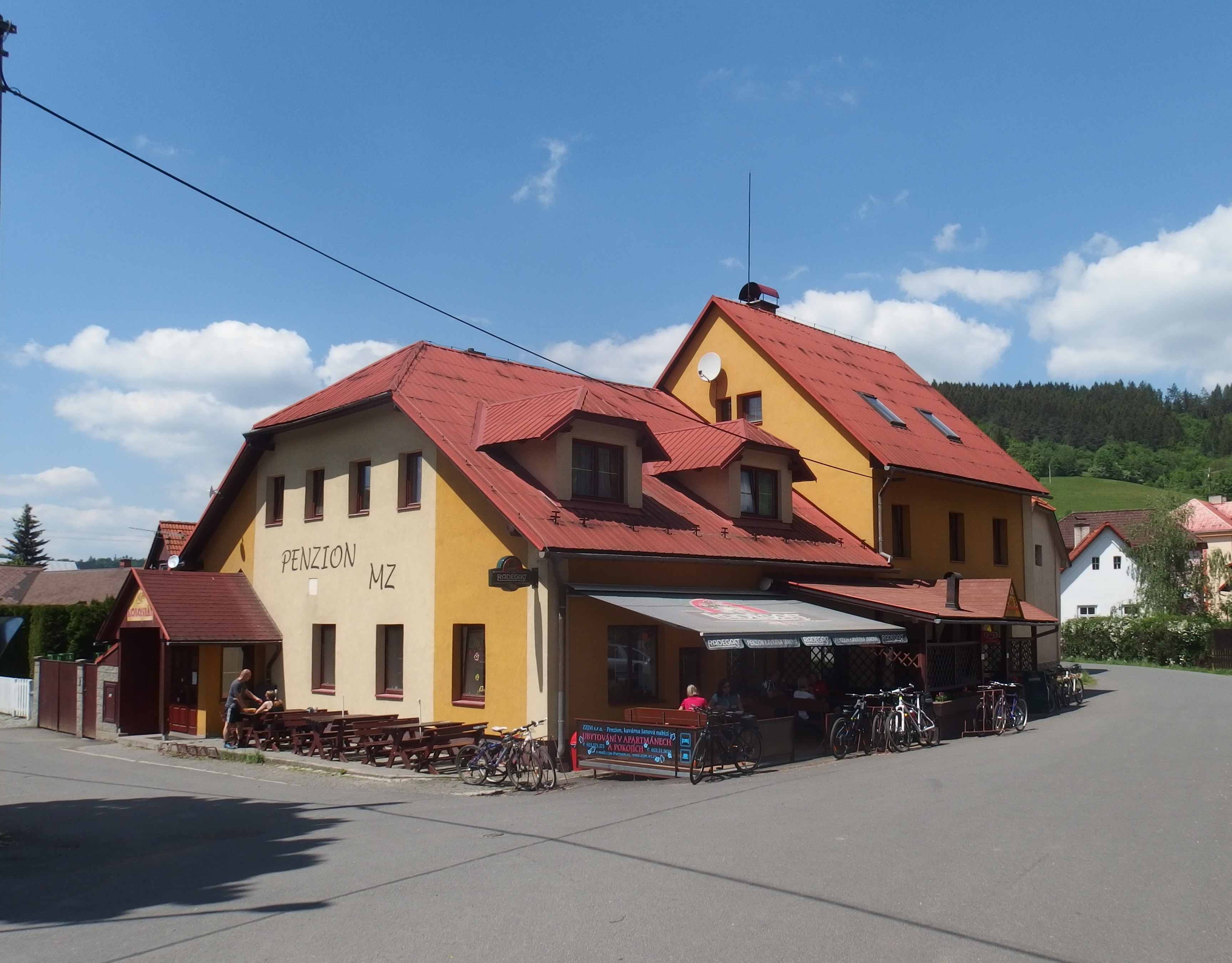
Penzion Janová
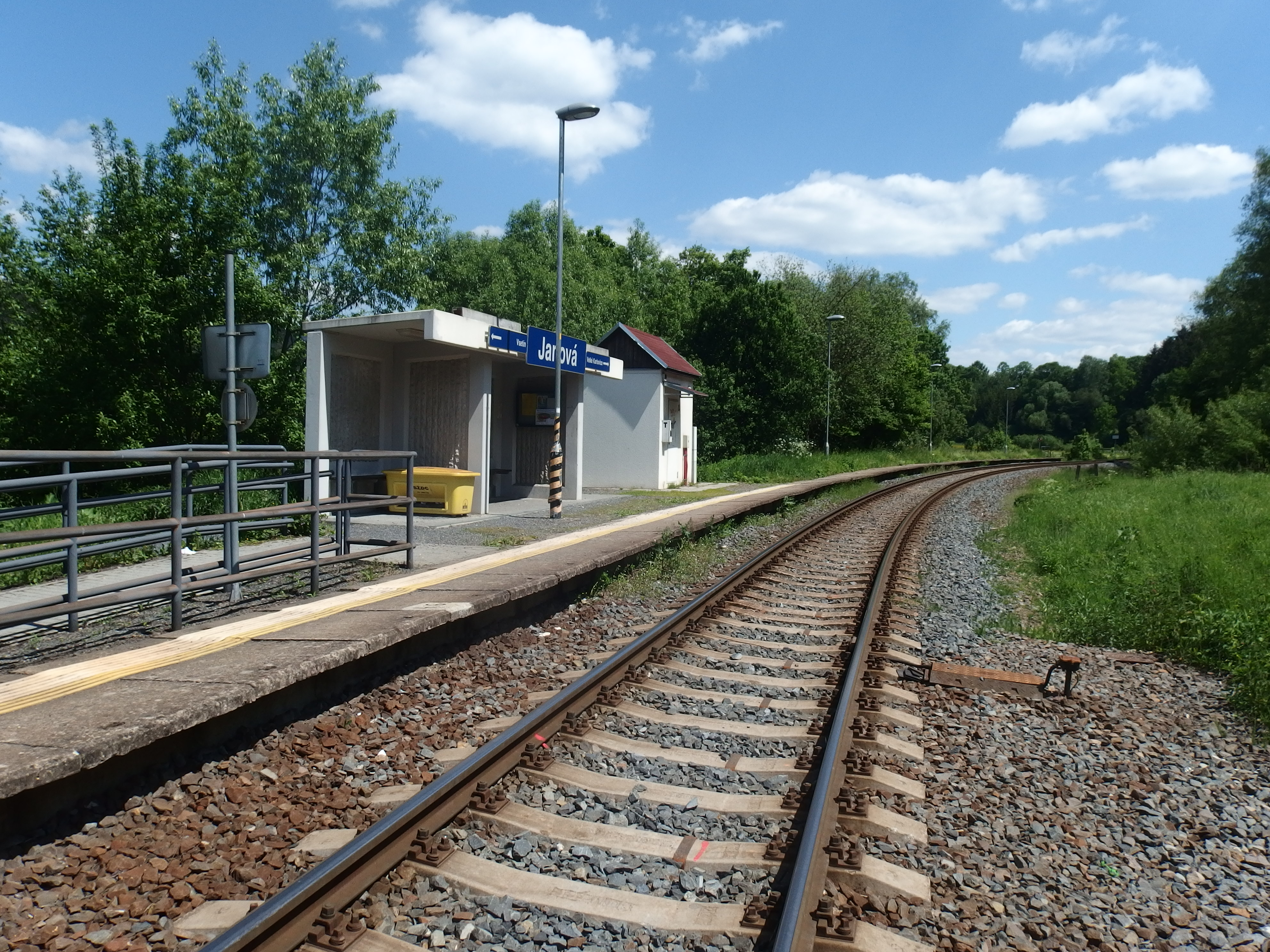
Železniční zastávka